# بنت كريستنسن
بنت كريستنسن (بالدنماركية: Bent Christensen)‏ (2 فبراير 1963 في الدنمارك - ) هو مدرب كرة قدم ولاعب كرة قدم دانمركي في مركز الوسط. شارك مع منتخب الدنمارك تحت 19 سنة لكرة القدم ومنتخب الدنمارك تحت 21 سنة لكرة القدم ومنتخب الدنمارك لكرة القدم. أما مع النوادي، فقد لعب مع نادي لينغبي.

## وصلات خارجية
- بنت كريستنسن على موقع الاتحاد الدولي (مؤرشف)  (الإنجليزية)
- بنت كريستنسن على موقع قاعدة بيانات كرة القدم.إي يو (الإنجليزية)